# Tel·luroperita
La tel·luroperita és un mineral de la classe dels halurs.

## Característiques
La tel·luroperita és un halur de fórmula química Pb₃TeO₄Cl₂. Va ser aprovada com a espècie vàlida per l'Associació Mineralògica Internacional l'any 2009. Cristal·litza en el sistema ortoròmbic. La seva duresa a l'escala de Mohs es troba entre 2 i 3.
Les mostres que van servir per a determinar l'espècie, el que es coneix com a material tipus, es troben conservades a les col·leccions mineralògiques del Museu d'Història Natural del Comtat de Los Angeles, a Los Angeles (Califòrnia) amb els números de catàleg: 62513 i 62514.

## Formació i jaciments
Va ser descoberta al Bird Nest drift del mont Otto, a la localitat de Baker, dins el comtat de San Bernardino (Califòrnia, Estats Units). També ha estat descrita en altres indrets propers, tots ells a la mateixa localitat californiana, així com a la mina North Star, a la localitat de Mammoth (Utah), també als Estats Units.